# Eleição municipal de Cabo Frio em 2012
A eleição municipal da cidade brasileira de Cabo Frio em 2012 ocorreu no dia 07 de outubro de 2012, como parte do conjunto de eleições municipais no Brasil que ocorreram no mesmo ano. Na ocasião, foram eleitos um prefeito, vice-prefeito e 17 vereadores para a Câmara Municipal da cidade.
A campanha eleitoral contou com a participação de 3 candidatos a prefeito. O prefeito em exercício, Marquinho Mendes, do PSDB, não pôde se candidatar para uma nova reeleição devido ao limite estabelecido na Constituição Brasileira de no máximo dois mandatos executivos consecutivos por pessoa. O primeiro turno foi realizado em 07 de outubro de 2012. Alair Corrêa, candidato pelo PP, foi eleito com 58.278 votos (55,92% dos votos válidos), seguido de Jânio Mendes, do PDT, que obteve 40.631 votos (38,99%).
Na Câmara dos Vereadores, 325 candidatos concorreram ao pleito e 17 foram eleitos. Dentre os vereadores eleitos, 4 foram reeleitos. Os partidos que conquistaram o maior número de assentos foram PSC e PP, com 3 assentos cada. Vanderlei Bento foi o candidato mais votado, recebendo 3.691 votos (3,83% dos votos válidos). Os candidatos eleitos tomaram posse na Prefeitura de Cabo Frio em 1 de janeiro de 2013 para exercerem um mandato de quatro anos.

## Candidatos à prefeitura de Cabo Frio
| Nº      | Prefeito  | Prefeito       | Prefeito | Prefeito                                                                                           | Vice-prefeito(a) | Vice-prefeito(a) | Vice-prefeito(a)      | Vice-prefeito(a) | Vice-prefeito(a)        | Coligação                                                                      |
| Nº      | Candidato | Candidato      | Partido  | Cargos relevantes                                                                                  | Candidato(a)     | Candidato(a)     | Candidato(a)          | Partido          | Cargos relevantes       | Coligação                                                                      |
| ------- | --------- | -------------- | -------- | -------------------------------------------------------------------------------------------------- | ---------------- | ---------------- | --------------------- | ---------------- | ----------------------- | ------------------------------------------------------------------------------ |
| 11      |           | Alair Corrêa   | PP       | - Prefeito de Cabo Frio (1983–1988; 1997–2004); - Empresário                                       |                  |                  | Silas Bento           | PP               | - Vereador de Cabo Frio | Todos Por Cabo Frio PRB PP PTB PTN PSC PR DEM PHS PTC PRP PSDB PSD PCdoB       |
| 12      |           | Jânio Mendes   | PDT      | - Vereador de Cabo Frio (1989–2010); - Deputado estadual do Rio de Janeiro (2011–2018); - Advogado |                  |                  | Rute Schuindt         | PDT              | - Comerciante           | Cabo Frio Vai Ser Diferente PDT PT PMDB PSL PPS PSDC PRTB PMN PSB PV PPL PTdoB |
| 50      |           | Cláudio Leitão | PSOL     | - Economista                                                                                       |                  |                  | Dona Dalva de Tamoios | PSOL             | - Servidor Pública      | Sem coligação                                                                  |
| Fontes: |           |                |          | |                  |                  |                       |                  |                         |                                                                                |

## Candidatos à vereança
| Coligação                                                    | Partido | Partido | Candidaturas |
| ------------------------------------------------------------ | ------- | ------- | ------------ |
| Justiça e Dignidade Por Uma Cabo Frio Melhor (34 candidatos) |         | PSC     | 26           |
| Justiça e Dignidade Por Uma Cabo Frio Melhor (34 candidatos) |         | PRP     | 8            |
| Por Uma Cabo Frio Diferente (34 candidatos)                  |         | PDT     | 26           |
| Por Uma Cabo Frio Diferente (34 candidatos)                  |         | PT      | 5            |
| Por Uma Cabo Frio Diferente (34 candidatos)                  |         | PV      | 3            |
| Unidos Por Cabo Frio (32 candidatos)                         |         | PRB     | 17           |
| Unidos Por Cabo Frio (32 candidatos)                         |         | PR      | 9            |
| Unidos Por Cabo Frio (32 candidatos)                         |         | PTB     | 6            |
| Em Defesa da Dignidade (31 candidatos)                       |         | PP      | 23           |
| Em Defesa da Dignidade (31 candidatos)                       |         | PSDB    | 8            |
| Junto Com o Povo (30 candidatos)                             |         | PTN     | 18           |
| Junto Com o Povo (30 candidatos)                             |         | PHS     | 12           |
| Cabo Frio Levado a Sério (29 candidatos)                     |         | PMDB    | 19           |
| Cabo Frio Levado a Sério (29 candidatos)                     |         | PSDC    | 10           |
| Mudar É Preciso (29 candidatos)                              |         | DEM     | 11           |
| Mudar É Preciso (29 candidatos)                              |         | PCdoB   | 9            |
| Mudar É Preciso (29 candidatos)                              |         | PSD     | 9            |
| Cabo Frio na Direção Certa (26 candidatos)                   |         | PMN     | 13           |
| Cabo Frio na Direção Certa (26 candidatos)                   |         | PPS     | 13           |
| Viva Cabo Frio (23 candidatos)                               |         | PTdoB   | 22           |
| Viva Cabo Frio (23 candidatos)                               |         | PRTB    | 1            |
| Juntos Construindo O Futuro (22 candidatos)                  |         | PSB     | 19           |
| Juntos Construindo O Futuro (22 candidatos)                  |         | PPL     | 3            |
| Sem coligação                                                |         | PSL     | 22           |
| Sem coligação                                                |         | PSOL    | 13           |
| Fontes:                                                      |         |         |              |

## Resultados da eleição

### Prefeito
| Candidato a prefeito     | Candidato a prefeito     | Candidato(a) a vice-prefeito | Primeiro turno 07 de outubro de 2012 | Primeiro turno 07 de outubro de 2012 |
| Candidato a prefeito     | Candidato a prefeito     | Candidato(a) a vice-prefeito | Total                                | Percentagem                          |
| ------------------------ | ------------------------ | ---------------------------- | ------------------------------------ | ------------------------------------ |
|                          | Alair Corrêa (PP)        | Silas Bento (PP)             | 58.278                               | 55,92%                               |
|                          | Jânio Mendes (PDT)       | Rute Schuindt (PDT)          | 40.631                               | 38,99%                               |
|                          | Cláudio Leitão (PSOL)    | Dona Dalva de Tamoios (PSOL) | 5.300                                | 5,09%                                |
| Total de votos válidos   | Total de votos válidos   | Total de votos válidos       | 104.209                              | 104.209                              |
| Votos apurados           |                          |                              |                                      |                                      |
| Votos válidos            | Votos válidos            | Votos válidos                | 104.209                              | 95,02%                               |
| Votos em branco          | Votos em branco          | Votos em branco              | 1.690                                | 1,54%                                |
| Votos nulos              | Votos nulos              | Votos nulos                  | 3.774                                | 3,44%                                |
| Total de votos apurados  | Total de votos apurados  | Total de votos apurados      | 109.673                              | 109.673                              |
| Eleitores                |                          |                              |                                      |                                      |
| Comparecimentos          | Comparecimentos          | Comparecimentos              | 109.673                              | 82,72%                               |
| Abstenções               | Abstenções               | Abstenções                   | 22.903                               | 17,28%                               |
| Total de eleitores aptos | Total de eleitores aptos | Total de eleitores aptos     | 132.576                              | 132.576                              |
| Total de seções: 368     |                          |                              |                                      |                                      |
| Fontes:                  |                          |                              |                                      |                                      |

### Composição da Câmara Municipal
|                          |                          |                 |                 |          |         |
| Nº                       | Partido                  | Votos populares | Votos populares | Assentos | ±       |
| Nº                       | Partido                  | Votos           | %               | Assentos | ±       |
| 11                       | PP                       | 14.180          | 13,78%          | 3        | 1       |
| 20                       | PSC                      | 12.813          | 12,45%          | 3        | 1       |
| 40                       | PSB                      | 9.043           | 8,79%           | 2        | 2       |
| 15                       | PMDB                     | 8.850           | 8,6%            | 2        | Estável |
| 23                       | PPS                      | 8.540           | 8,3%            | 2        | Estável |
| 12                       | PDT                      | 8.177           | 7,95%           | 1        | 1       |
| 45                       | PSDB                     | 6.280           | 6,1%            | 1        | 3       |
| 10                       | PRB                      | 5.852           | 5,69%           | 1        | 1       |
| 22                       | PR                       | 3.475           | 3,38%           | 1        | 1       |
| 13                       | PT                       | 1.259           | 1,22%           | 1        | 1       |
| 70                       | PTdoB                    | 5.913           | 5,75%           | 0        | -       |
| 17                       | PSL                      | 4.855           | 4,72%           | 0        | -       |
| 19                       | PTN                      | 3.662           | 3,56%           | 0        | -       |
| 31                       | PHS                      | 1.520           | 1,48%           | 0        | -       |
| 50                       | PSOL                     | 1.405           | 1,37%           | 0        | -       |
| 44                       | PRP                      | 1.339           | 1,3%            | 0        | -       |
| 25                       | DEM                      | 1.233           | 1,2%            | 0        | -       |
| 65                       | PCdoB                    | 926             | 0,9%            | 0        | -       |
| 33                       | PMN                      | 903             | 0,88%           | 0        | -       |
| 14                       | PTB                      | 759             | 0,74%           | 0        | -       |
| 27                       | PSDC                     | 629             | 0,61%           | 0        | -       |
| 43                       | PV                       | 578             | 0,56%           | 0        | -       |
| 55                       | PSD                      | 522             | 0,51%           | 0        | -       |
| 28                       | PRTB                     | 100             | 0,1%            | 0        | -       |
| 54                       | PPL                      | 92              | 0,09%           | 0        | -       |
| Total de votos válidos   | Total de votos válidos   | 102.905         | 102.905         | 17       | 17      |
| Votos apurados           |                          |                 |                 | 17       | 17      |
| Total de votos válidos   | Total de votos válidos   | 102.905         | 93,83%          | 17       | 17      |
| Votos em branco          | Votos em branco          | 2.762           | 2,52%           | 17       | 17      |
| Votos nulos              | Votos nulos              | 4.006           | 3,65%           | 17       | 17      |
| Total de votos apurados  | Total de votos apurados  | 109.673         | 109.673         | 17       | 17      |
| Eleitores                |                          |                 |                 | 17       | 17      |
| Comparecimentos          | Comparecimentos          | 109.673         | 82,72%          | 17       | 17      |
| Abstenções               | Abstenções               | 22.903          | 17,28%          | 17       | 17      |
| Total de eleitores aptos | Total de eleitores aptos | 132.576         | 132.576         | 17       | 17      |
| Fontes:                  |                          |                 |                 |          |         |

### Vereadores eleitos
| Candidato(a) | Candidato(a)          | Partido | Votos | Votos       | Cidade de origem    | Unidade federativa/País |
| Candidato(a) | Candidato(a)          | Partido | Total | Percentagem | Cidade de origem    | Unidade federativa/País |
| ------------ | --------------------- | ------- | ----- | ----------- | ------------------- | ----------------------- |
|              | Vanderlei Bento       | PSDB    | 3.691 | 3,83%       | Cabo Frio           | Rio de Janeiro          |
|              | Dr. Taylor            | PRB     | 2.505 | 2,6%        | Rio de Janeiro      | Rio de Janeiro          |
|              | Aquiles Barreto       | PSB     | 2.450 | 2,54%       | Cabo Frio           | Rio de Janeiro          |
|              | Marcello Corrêa       | PP      | 2.410 | 2,5%        | Cabo Frio           | Rio de Janeiro          |
|              | Rodolfo de Rui        | PPS     | 2.109 | 2,19%       | Cabo Frio           | Rio de Janeiro          |
|              | Zé Ricardo            | PMDB    | 1.997 | 2,07%       | Cabo Frio           | Rio de Janeiro          |
|              | Vinicius Correa       | PP      | 1.886 | 1,95%       | Cabo Frio           | Rio de Janeiro          |
|              | Dr. Adriano           | PP      | 1.859 | 1,93%       | Itaperuna           | Rio de Janeiro          |
|              | Luis Geraldo          | PPS     | 1.701 | 1,76%       | Rio de Janeiro      | Rio de Janeiro          |
|              | Jefferson Vidal       | PSC     | 1.661 | 1,72%       | São Pedro da Aldeia | Rio de Janeiro          |
|              | Ricardo Martins       | PSC     | 1.543 | 1,6%        | Cabo Frio           | Rio de Janeiro          |
|              | Paulo Henrique Corrêa | PR      | 1.430 | 1,48%       | Cabo Frio           | Rio de Janeiro          |
|              | Emanoel Fernandes     | PSC     | 1.402 | 1,45%       | Rio de Janeiro      | Rio de Janeiro          |
|              | Braz Enfermeiro       | PMDB    | 1.208 | 1,25%       | Carangola           | Minas Gerais            |
|              | Celso Campista        | PSB     | 887   | 0,92%       | São João da Barra   | Rio de Janeiro          |
|              | Eduardo Kita          | PT      | 848   | 0,88%       | Cabo Frio           | Rio de Janeiro          |
|              | Fred                  | PDT     | 780   | 0,81%       | Rio de Janeiro      | Rio de Janeiro          |
| Fontes:      |                       |         |       |             |                     |                         |